# Wright Endurance

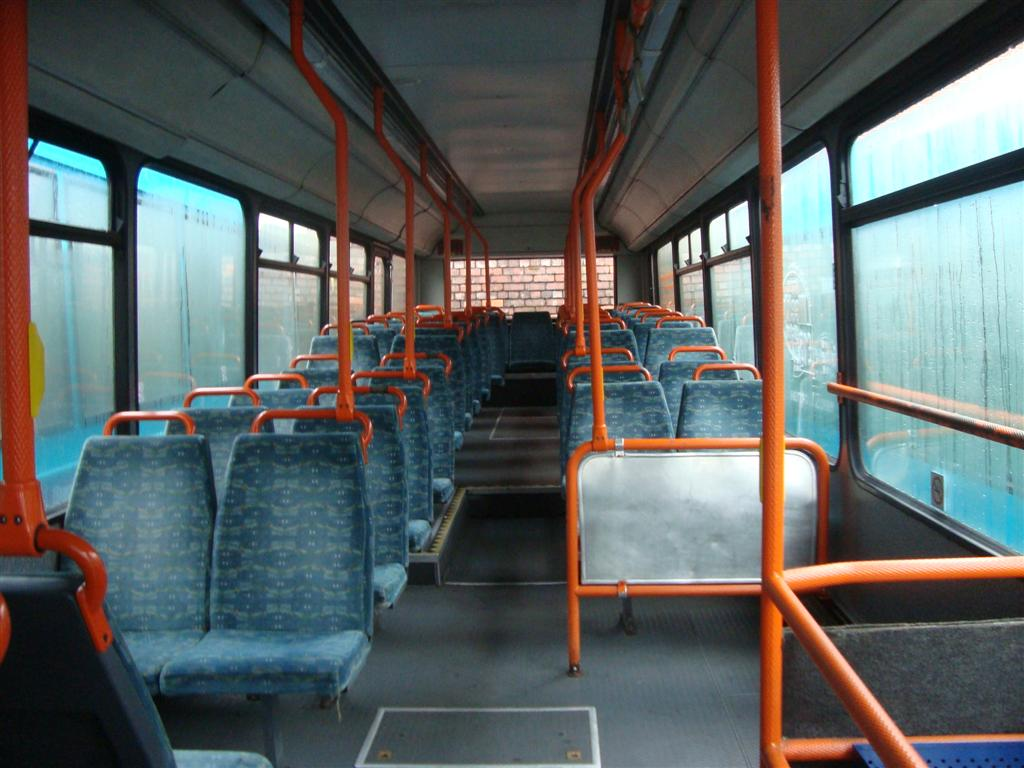
Салон автобуса Wright Endurance на шасси Volvo B10B

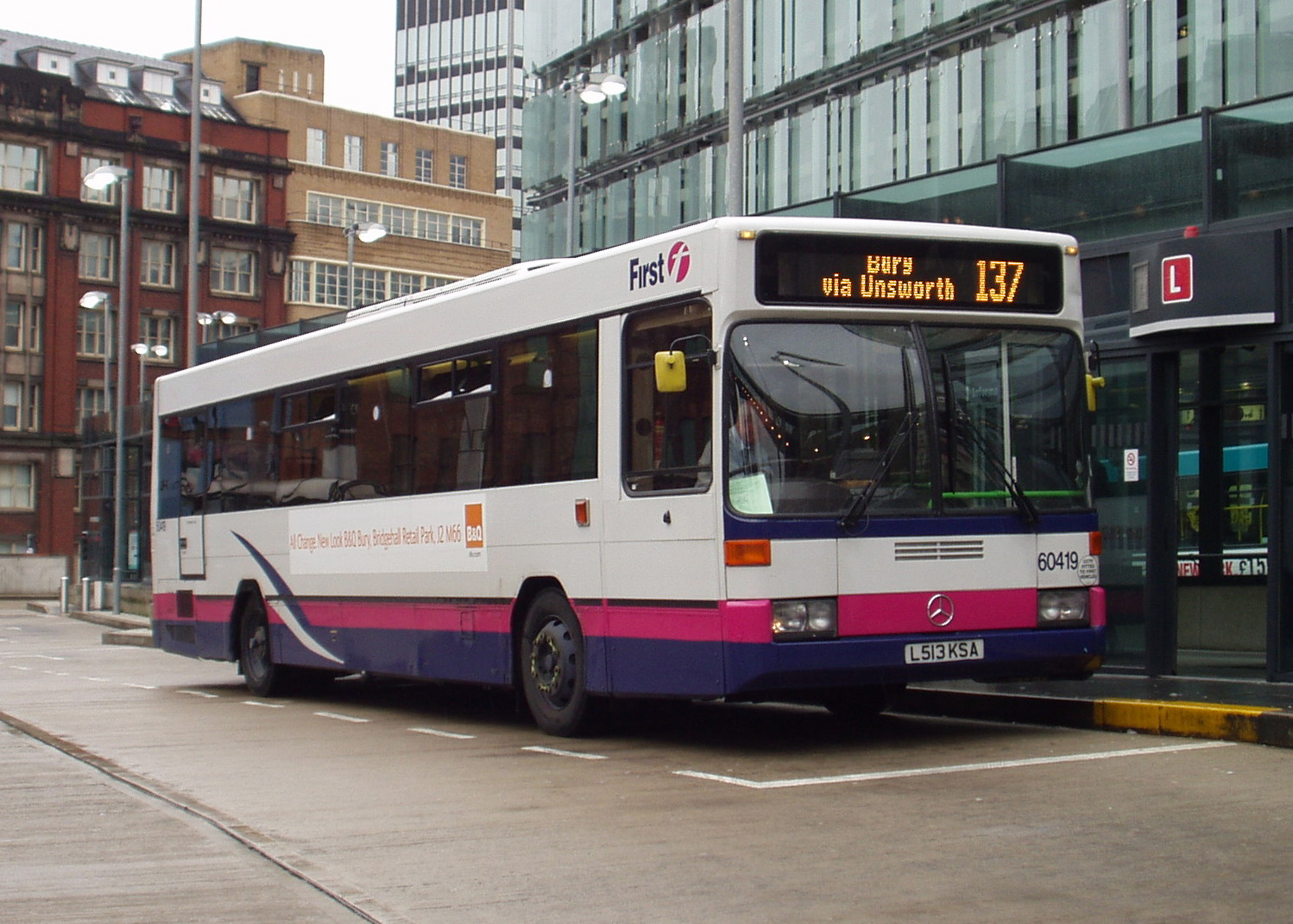
Wright CityRanger на шасси Mercedes-Benz O405

Wright Endurance — одноэтажный автобус, выпускаемый производителем автобусов из Северной Ирландии Wrightbus с 1993 по 1997 год. Вытеснен с конвейера моделью Wright Liberator. 

## Модификации

### UrbanRanger
Этот автобус впервые был представлен в июле 1994 года. Он производился на шасси Mercedes-Benz OH1416.

### CityRanger
Этот автобус производился на шасси Mercedes-Benz O405.